# Виталий Жолобов
Виталий Михайлович Жолобов е бивш съветски космонавт и украински политик, Герой на Съветския съюз.

## Биография
Виталий Жолобов е роден на 18 юни 1937 г. в с. Збуревка, Голопристански района, Херсонска област, Украинска ССР. През 1959 г. завършва Азербайджанския институт по нефт и химия, а след това служи в авиационните части. От 1963 до 1981 г. работи в Центъра за подготовка на космонавти „Ю. Гагарин“.

## Космически полети
От септември 1972 до февруари 1973 г. е бординженер на втория екипаж по програмата на 1-ва експедиция на ОПС-101 „Алмаз“ („Салют-2“) заедно с Борис Волинов. През
август 1973 до юни 1974 г. е бординженер на втория екипаж на 1-ва експедиция на ОПС-101-2 „Алмаз“ („Салют-3“) заедно с Б. Волинов. На 3 юли 1974 г. е дубльор на бординженера на кораба „Союз 14“ Юрий Артюхин.
От 6 юни до 24 август 1976 г. извършва полет в космоса заедно с Борис Волинов с космическия кораб Союз 21 и орбиталната станция Салют-5 като бординженер. Заради влошеното му здравословно състояние полетът бил прекратен след 49 денонощия.

## Политическа дейност
През 1994 г. е избран за председател на Херсонският областен съвет. Тази длъжност заема до 1996 г.
От 12 юни 1996 до 4 февруари 1997 г. работи като заместник генерален директор на Националната космическа агенция на Украйна.
От 11 април 2002 г. е президент на Аерокосмическата асоциация на Украйна.

## Награди
- Медал „Златна звезда“ на Герой на Съветския съюз
- Орден Ленин (1 септември 1976)
- Медал „За усвояване целинните земи“ (1976)
- Медал „За отличие в опазване на държавните граници на СССР“ (1977)
- 8 юбилейни медала
- Заслужил майстор на спорта на СССР (1976)

## Препратка
Биография на В. Жолобов в Космическа енциклопедия